# 延昌 (清代旗人)
延昌（1837年-1909年），字师言，号寿峰，图们氏或图门氏，满洲正白旗人。清朝政治人物。

## 人物生平
延昌先后任工部虞衡司主事、惠陵總司監督、光绪五年因修同治皇帝皇后陵有功，赏戴花翎，候补知府加盐运使衔，不久，外放广西潯州府，南宁府知府。光绪中，携全家回京，途中拜见各地官员，由曾国荃安排渡船。晚年，在京任花翎二品顶戴神機營題奏道。八国联军侵华后，出任安民公所（最早警察局）总办之一。
光绪五年，钦奉慈安端裕康慶昭和莊敬皇太后、慈禧端佑康頤昭豫莊誠皇太后，懿旨：本日穆宗毅皇帝孝哲毅皇后梓宮永遠奉安惠陵，閱視工程整齊堅固，在工王大臣等敬謹將事自應優加獎敘以勵勤勞，候選知府延昌著以知府即選等因，欽此！又因惠陵工程處出力保戴花翎，俟知府得缺後加鹽運使銜，今籤掣廣西潯州府知府缺。
延昌师从镶白旗蒙古进士惠林(字杏田)。光绪年间，延昌住灯市口，与杭州将军果勒敏为邻，后经容山盟弟庆宽（赵氏，字号小山，宫廷画师）介绍卖予出使日本钦差大臣蔡钧，崇雯和容山女儿后租住察哈尔都统奎顺之子在新鲜胡同宅。崇雯和世叔白廷夔（字号栗斋，翻译进士）、庆宽（字号小山）等之子是同学。

## 家族
（又参见延昌叔祖、道光二十一年（1841年）辛丑恩科進士青麟篇）
- 始祖珠祿。圖門氏,“珠祿，正白旗人，世居烏喇地方，來歸年分無考”（据《八旗滿洲氏族通譜》卷56）。
- 天祖：德魁。胞兄德山；其女圖門氏嫁正蓝旗满洲覺羅博清阿，其子道光乙未進士覺羅祥慶，先祖覺羅索長阿。胞叔德山。其女圖門氏，嫁正蓝旗满洲覺羅氏博清阿；其子道光乙未進士覺羅祥慶，儿媳楚氏（父鑲白旗漢軍、嘉慶丁丑二甲進士繩格，祖父乾隆乙未進士、苏州府知府五泰）。
- 高祖：浙江巡抚广玉。
- 曾祖鶴算（号砚畲），内阁中书、禮部主事，著有《心逸轩诗存》（道光十三年（1833年）癸巳科进士杨文定序），与内务府镶黄旗汉军、乾隆六十年（1795年）乙卯恩科进士高鹗好友，有诗歌唱和。曾祖母瓜爾佳氏（父正白旗满洲知府豐延泰）。《图们氏族谱》记载广玉有子多人，鶴算之胞兄弟有：
  - 长子鹤鸣，配镶白旗满洲乌苏氏礼部尚书达椿兄弟永善之子知府福纶布之女。
  - 三子鶴春，配正白旗汉军周氏世袭云骑尉印务参领周缵烈之女，属广西按察使周廷俊、晚清總管內務府大臣（周）莊山家族。女一圖們氏，嫁正藍旗滿洲、陝西興平縣知縣赫舍里氏三音圖（父福建按察使舒靈阿，胞叔道光壬辰恩科進士舒兴阿 (赫舍里氏)，祖父杭州將軍成明）。女二圖們氏，嫁镶白旗满洲、蘇完瓜爾佳氏定保（胞兄兵部左侍郎、鑲黃旗滿洲都統、清末重要将领勝保）。
  - 五子鹤龄，配正白旗满洲栋鄂氏知县巴彦岱之女。
  - 六子鹤文，娶正黄旗满洲那拉氏，雍正嫡后孝敬宪皇后之弟五格的曾孙女，世袭一等承恩公德禄孙女、山西大同游击署参将祥住（亦祥柱）之女那拉氏。查台湾故宫文献资料处奏折有嘉庆二十年，祥住，四十八岁，山西大同镇游击，原是京城三等侍卫什长外放，是滿洲正黃旗烏爾袞保佐領下人，即世袭公德禄之子，和孝敬宪皇后之弟五格的孙子副都统（那拉）德福同属滿洲正黃旗烏爾袞保佐領下人，台湾故宫人名权威资料显示德保、德禄、德福是兄弟，家族承袭孝敬宪皇后的一等承恩公，后改三等公爵。
  - 鹤秀，配正蓝旗四品宗室明敏之女。子一娶宗室奉恩将军乌尔衮泰之女，女一嫁云南按察使普泰。
  - 鹤年，配正白旗满洲卓尔佳氏恒柱之女。
  - 鹤林，鹤文堂兄弟，两人元配皆是正黄旗满洲那拉氏，雍正嫡后孝敬宪皇后之弟五格的曾孙女，世袭一等承恩公德禄孙女、山西大同游击署参将祥住（亦祥柱）之女那拉氏。鹤林母满洲正白旗克里氏进士文雅胞姊，鹤林继妻克里氏三河驻防额尔金布女。鹤林之子增保，官内阁中书国史馆协修外放神木理事同知，娶进士觉罗普庆之女（进士覺羅祥慶堂弟），侄女觉罗氏嫁大学士裕德。
- 曾祖姑婆：长女嫁正白旗满洲、江南道監察御史舒穆鲁氏宗賡。次女嫁镶白旗蒙古世袭恩骑尉松林。三女圖門氏，嫁宗室訥爾和春（先祖敬謹親王蘭布）；其子宗室濯麟，妻董鄂氏（父正黄旗满州瑞林，母鈕祜祿氏（父鑲紅旗滿洲、戶部尚書景安）；祖父乾隆四十六年進士玉保，祖伯父乾隆三十七年（1772年）壬辰科进士鐵保）。
- 祖父：肇麟（字治庭）,掌陝西道監察御史。妻張氏（祖父鑲黃旗漢軍、三等男、雲南臨元鎮總兵張玉龍，袭六世祖張大猷三等男爵）。同辈有：
  - 胞兄弟青麟，道光二十一年（1841年）辛丑恩科進士，官至湖北巡撫，一品光禄大夫。其女圖門氏，嫁正蓝旗满洲他塔喇氏靈浩（其父毓量，祖父嘉庆六年（1801年）进士秀堃，胞姊他塔喇氏嫁镶白旗满洲、咸丰壬子（1852）科举人彥佳氏玉瓚（其胞叔道光二十年庚子（1840）联捷进士敬和），堂姊他塔喇氏嫁正蓝旗汉军、光緒二年（1876）恩科進士胡俊章）。
  - 金麟，娶正蓝旗满洲他塔喇氏秀堃堂弟、贵州按察使太常寺卿衔福连之女。
  - 徵麟（鹤鸣之子）。其女嫁肃亲王永錫孙子宗室锐庄之子麒兆为继室，光绪二十六年庚子国变殉难，麒兆元配傅森 (军机大臣)子英麟之女鈕祜祿氏。
  - 增保（鹤林之子），官内阁中书国史馆协修外放神木理事同知，娶进士觉罗普庆之女（进士觉罗祥庆堂弟），侄女觉罗氏嫁大学士裕德。增保在同治回乱阵亡，由世姻正白旗佟佳氏松寿(字鹤龄)抚柩送回京，该图们氏家族和正白旗佟佳氏联姻较多。肇麟孙女嫁正白旗佟佳氏云南总兵国世春之孙善庆。
- 父母：延昌父宝善。延昌母赫舍里氏。宝善胞兄宝安、胞姐图们氏嫁知府昌宜泰妻子和媳妇胡鲁古斯氏家的广东通判熙春。
- 嫡妻富察氏（父镶蓝旗满洲、道光乙未舉人、直隸霸昌道庆约（庆岳），祖父伊鏗額，祖伯父荆州府知府明善（字韫田，咸豐二年阵亡于武昌），曾祖河南開封知府昌宜泰，为镶蓝旗满洲进士吉達善、吉年母亲家）。继配李氏（父内务府正白旗汉军魁順，胞叔湖南按察使魁聯，堂侄科举人词人画家李孺；胞妹李氏，嫁镶蓝旗满洲赫舍里氏恩玉（父湖北按察使、世袭骑都尉多山，母額勒圖特氏；胞叔道光戊戌科進士如山，姑母赫舍里氏封道光帝之常妃 (道光帝)））。延昌日记有女儿的姨母恩公玉（恩玉）夫人李氏把延昌的女儿做媒内务府正白旗满洲、大臣英和的玄孙。
- 子女：延昌和同旗将军喜塔腊氏庆裕、正黄旗满洲納蘭成德後裔副都統容山為兒女姻親。
  - 子崇雯（号翰池，民国时又名万开雯），娶輝發那拉氏（父正黄旗满洲、正蓝旗汉军副都统副都统容山）。崇雯和那拉氏同庚，生于光绪五年（见《崇瀚池年谱》）。崇雯曾任吏部员外郎，三品神机营当差，由尚书溥頲请示贝勒载洵派为光绪崇陵监修。民国后，崇雯改名万开雯，辛亥革命后赴东北任奉吉黑电政监督处收发管卷员，后历任公主岭、铁龄、长春农安电报局局长。1922年获交通部署总长高恩洪颁发本部二等三级奖章。九一八事变后，他重返北京。1933年，北平市市长周大文府令：委任万开雯为本府财政局科员此令，为北平财政局第一科科员。三十年代，万开雯和容山次女家住北京府右街饽饽房十七号。生有子女九人，至少五人存世，子有万庠之、万序之、万荫之、女有万庭之、万庚之。
  - 女圖門氏，适内务府正白旗满洲、嘉庆朝大学士索绰络氏英和之元孙贵瀛（进士奎照曾孙、进士锡祉孙），过门后不久早逝。
  - 女圖門氏，嫁正白旗满洲、广西巡抚喜塔腊氏庆裕子，亦早逝退婚。
- 延昌由其叔曾祖鹤文抚育，延昌父宝善病卒于亲戚家胜保军营。延昌曾先后课教在满洲贵族家，如教授进士觉罗宝兴的孙子即钟禄之子和正蓝旗满洲进士秀堃之孙灵汉的弟弟灵浩。

## 著作
- 延昌曾祖鹤算著《心逸轩诗存》。杨文定序有云：“先生学养素裕，稽京秩者四十载，恬淡寡营，优游自得。公退之余，与高兰墅(高鹗）、杨启庭（杨书绍）、秀楚翘（秀堃）、桂香岩（桂龄，张氏）诸先辈，以诗酒唱酬。"《心逸轩诗钞》卷上“诗钞”题有《高兰墅(鹗)、桂香岩(龄)、杨启庭(书绍)、爱青远(爱山，满洲正蓝旗鄂硕和佐领下人，博尔济吉特氏，尚书鄂山族人，官内阁中书)邀游小有余芳，即席步兰墅韵呈诸同好》诗五首。
- 延昌《惠陵工程备要》、《图门世谱》两部、《知府须知》、《暖香堂笔记》两卷、《宦游笔记》、《年事纪略》
- 子崇雯（崇翰池）著《崇翰池年记》、《增益川公大事本末记》、《崇陵二段椿朾灰土紀略》